# Sukzession (Biologie)

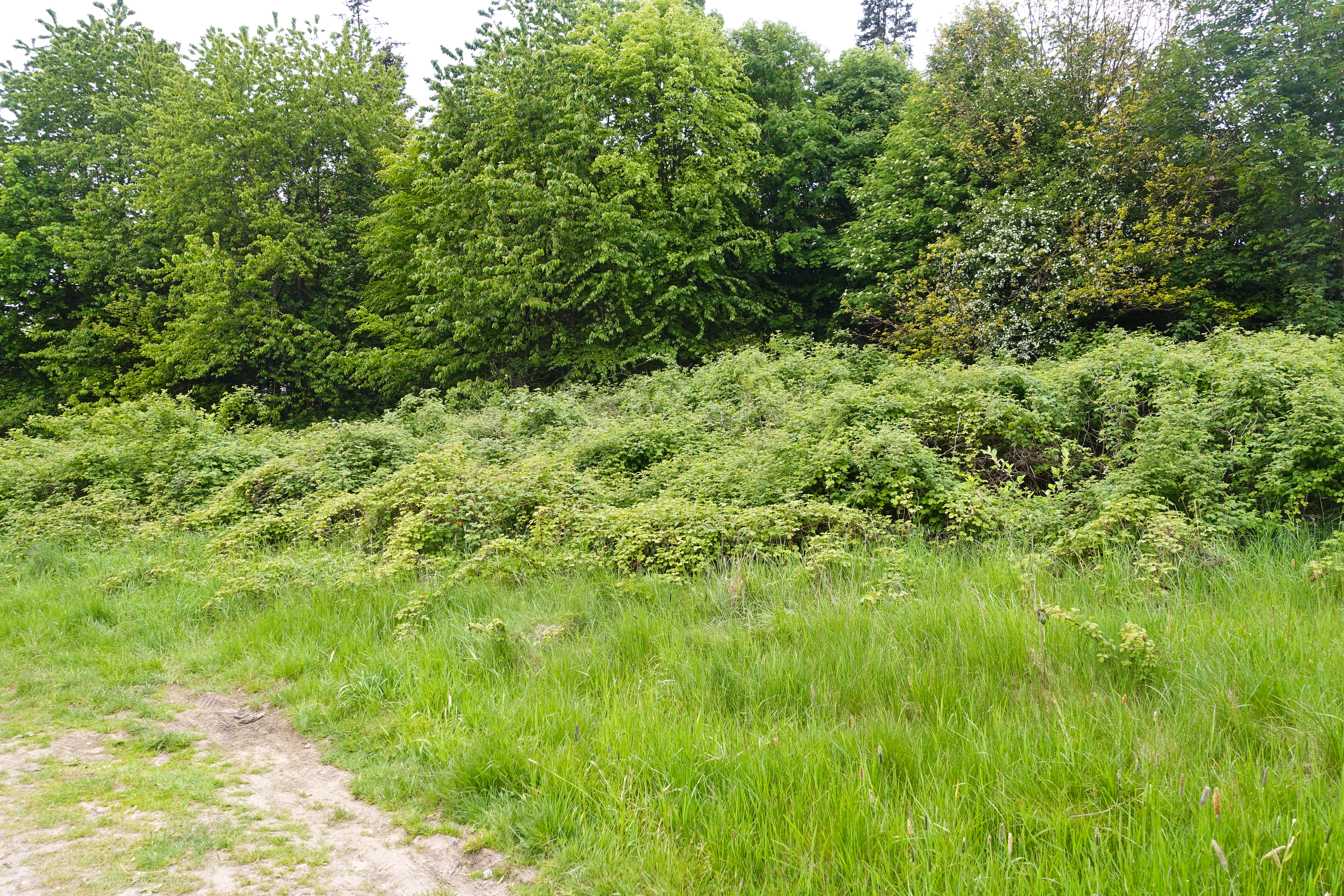
Beispiel Sukzession in Deutschland: vom „nackten Boden“ über Gräser und Staudenflur zum Brombeergebüsch, bevor schließlich wieder Wald entsteht

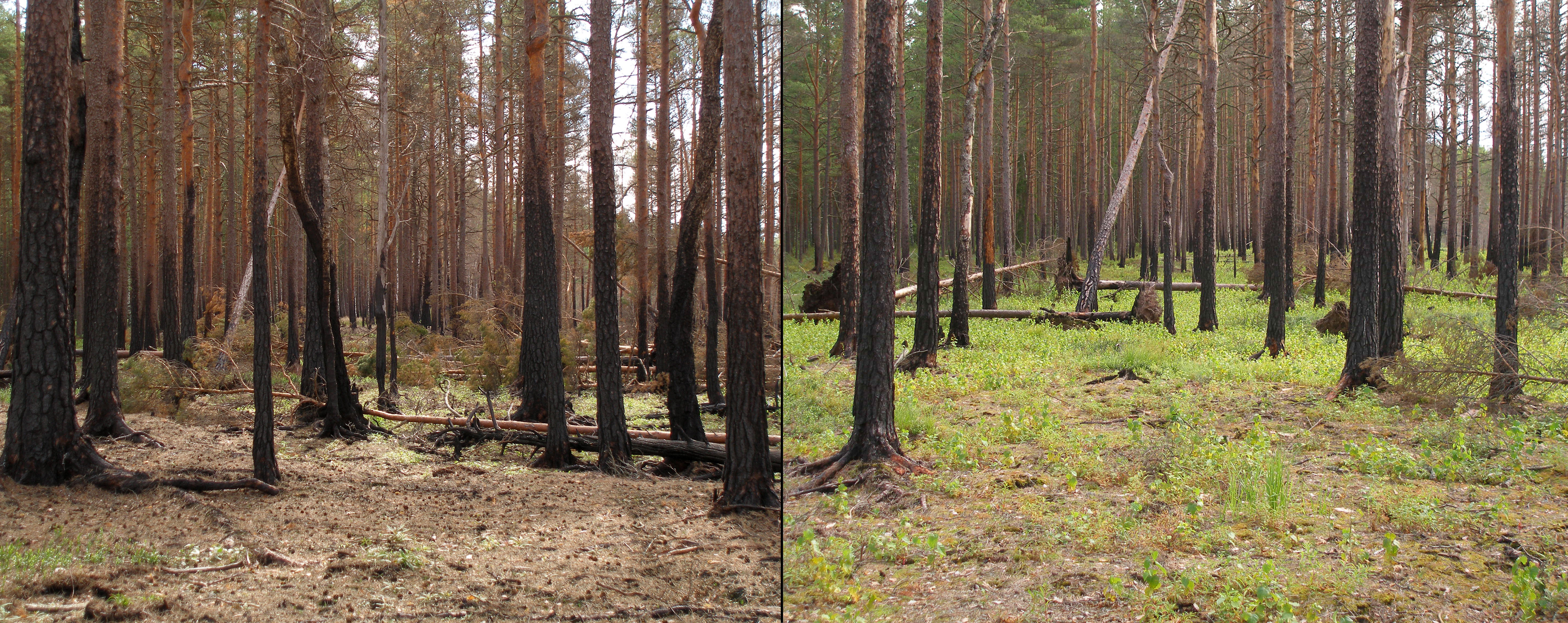
Borealer Nadelwald ein Jahr (links) und zwei Jahre nach einem Waldbrand

Unter Sukzession (lateinisch succedere „nachrücken“, „nachfolgen“) versteht man in der Landschaftsökologie die Veränderung der Artenzusammensetzung an einem bestimmten Ort im Laufe der Zeit. Im Zusammenhang mit Vegetation ist in der Regel die progressive Sukzession gemeint, bei der die typischen Pflanzen-, Tier- und Pilzgesellschaften einen Standort neu besiedeln. Die zeitliche Abfolge von Pflanzengesellschaften wird im Rahmen der Sukzession als gerichteter Vorgang betrachtet. Nachdem Pionierarten in der Initialphase zunächst Pioniergesellschaften gebildet haben, folgt eine Reihe von standortabhängigen Entwicklungsstadien, bis sie eine mehr oder weniger stabile Schlussgesellschaft bilden, die auch als Terminalstadium, Endstadium, Klimax oder Reifephase bezeichnet wird. Dabei steigern sich nach und nach Artenvielfalt, Biomasse und ökologische Stabilität des Lebensraumes.
Ausgangspunkt der Sukzession ist eine Störung des betroffenen Gebietes durch vom Menschen verursachte oder natürliche Einflüsse. Auch in menschlich veränderten Gebieten wie landwirtschaftlichen Anbauflächen, Bergbaufolgeflächen usw. können durch Rodung und/oder Übernutzung vegetationsfreie Flächen entstehen. Dies kann auch ohne menschliches Zutun nach Stürmen, Waldbränden, Überschwemmung oder Vulkanausbrüchen der Fall sein.
Umgangssprachlich werden Flächen, die früher genutzt und seither über einen längeren Zeitraum sich selbst überlassen wurden, als Sukzessionsflächen bezeichnet. Sukzession wird dann häufig mit Verbuschung gleichgesetzt.
Die oben beschriebene Form der Sukzession lässt sich mit einem natürlichen Heilungsprozess vergleichen und findet sowohl an Land als auch unter Wasser statt.

## Ablauf an Land

Die Sukzessionsabfolge wird in verschiedene Phasen unterteilt.

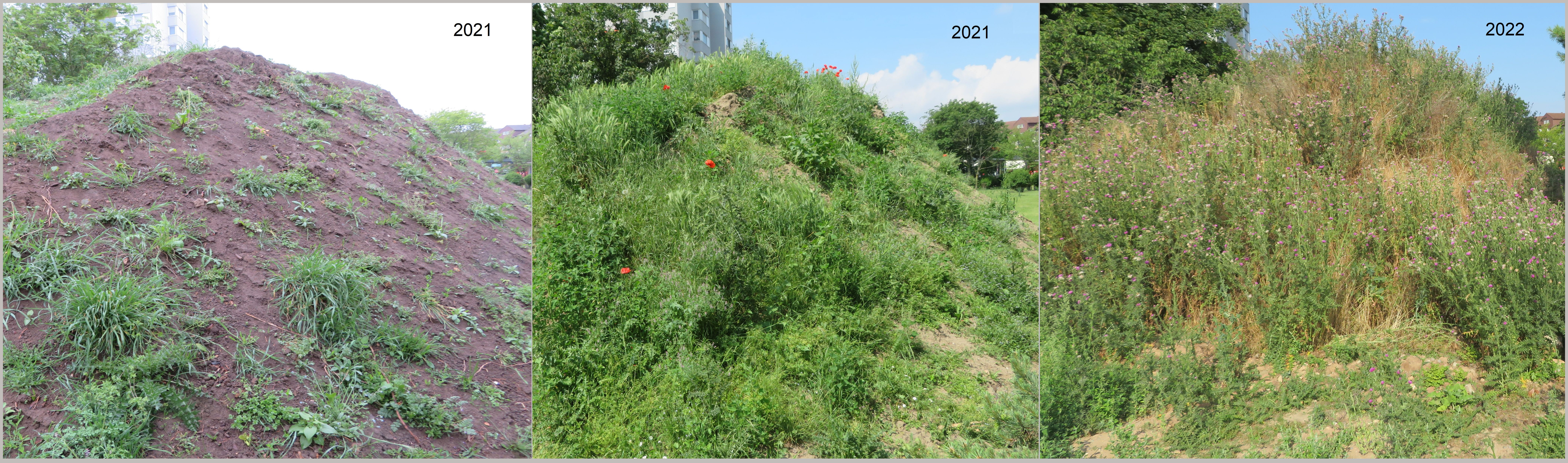
Links: Besiedlung eines Erdhaufens mit Pionierpflanzen
Mitte: Bildung einer geschlossenen Pflanzendecke
Rechts: Bewuchs im folgenden Jahr zur gleichen Jahreszeit

Sukzession kann in allen Ökosystemen stattfinden, in denen sich die Lebensbedingungen verändert haben. Ausgangspunkt sind dabei entweder neu entstandene (z. B. freigelegte Felsoberflächen, frische Sanddünen), gestörte (z. B. Wälder nach Waldbrand oder Sturmschaden) oder genutzte (z. B. Wiesen, Heiden) Lebensräume oder Lebensräume, in denen sich die Bedingungen, z. B. durch den Klimawandel, schneller als sonst verändern.
Folgt die Lebensgemeinschaft wie in diesem Fall passiv sich graduell ändernden abiotischen Umweltbedingungen, spricht man auch von allogener (exogener) Sukzession.
Die Lebensgemeinschaft selbst trägt dabei oft zum weiteren Verlauf der Sukzession bei. Etablierte Lebensgemeinschaften können die Standortfaktoren selbst verändern, z. B. durch Bodenbildung (Pedogenese) oder beim Verlanden eines Sees durch abgestorbene Pflanzenstreu der Röhrichtarten. Neu hinzukommende Arten können weiteren Arten die Besiedlung erleichtern, oder sie können sie (durch Konkurrenz) verdrängen. Eine solche Sukzession, die durch die Einwirkung der Organismen einer Lebensgemeinschaft selbst vorangetrieben wird, wird autogene (endogene) Sukzession genannt.
Es gibt drei mögliche Schlüsselprozesse bei einer Sukzession
- Förderung: Vorgänger fördern Nachfolger, indem sie den Lebensraum und Standort zu deren Gunsten verändern, z. B. indem Pflanzen mit hohem Nährstoffbedarf erst durch die Akkumulation von Nährstoffen durch Pflanzenstreu anderer Arten im Boden gedeihen können. Arten späterer Sukzessionsstadien sind dann auf Pionierarten als Erstbesiedler angewiesen.
- Toleranz: Arten können sich ansiedeln, ohne von vorher dort wachsenden Arten zu profitieren. Dies kommt z. B. vor, wenn später aufkommende Arten ein niedrigeres Niveau von essentiellen Ressourcen tolerieren können als Erstbesiedler. Sie können dann in einen Lebensraum eindringen, obwohl dieser durch Individuen der Erstbesiedler bereits besetzt ist. Letztlich führt dies zur Verdrängung der Erstbesiedler.
- Hemmung: Spätere Arten können sich nur trotz der Frühbesiedler etablieren. Solange diese vital sind, hindern sie die Folgearten an der Etablierung.

Wesentlicher Faktor ist oft Konkurrenz: Konkurrenzschwache Pioniere (r-Strategen) werden so durch konkurrenzstarke Nachfolger (K-Strategen) ersetzt.
Das Verständnis über die Sukzession lässt sich bei der Renaturierung anwenden, der aktiven Wiederherstellung eines möglichst naturnahen Zustandes von Landschaften oder deren einzelnen Elemente. Um die natürliche Sukzession zu ermöglichen, ist hier in der Regel eine umfangreiche Reduktion der anthropogenen Nutzung notwendig, um eine ökologisch gesündere Landschaft zu erhalten.
Ökologisch betrachtet gibt es dabei nicht nur eine Möglichkeit, ein ökologisches Gleichgewicht herzustellen, sondern eine Reihe dynamischer und multipler Gleichgewichte.

### Sukzessionsdauer

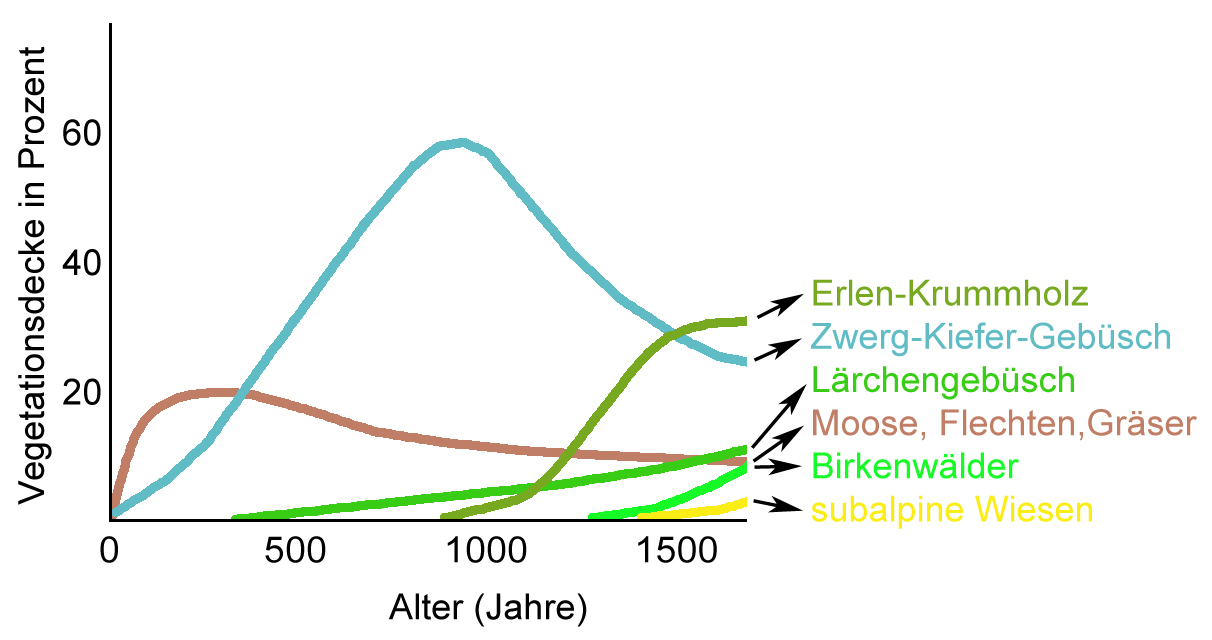
Sukzessionsabfolge nach Arten auf Lava in Kamtschatka: Über 1500 Jahre bis zur (heutigen) Klimaxgesellschaft

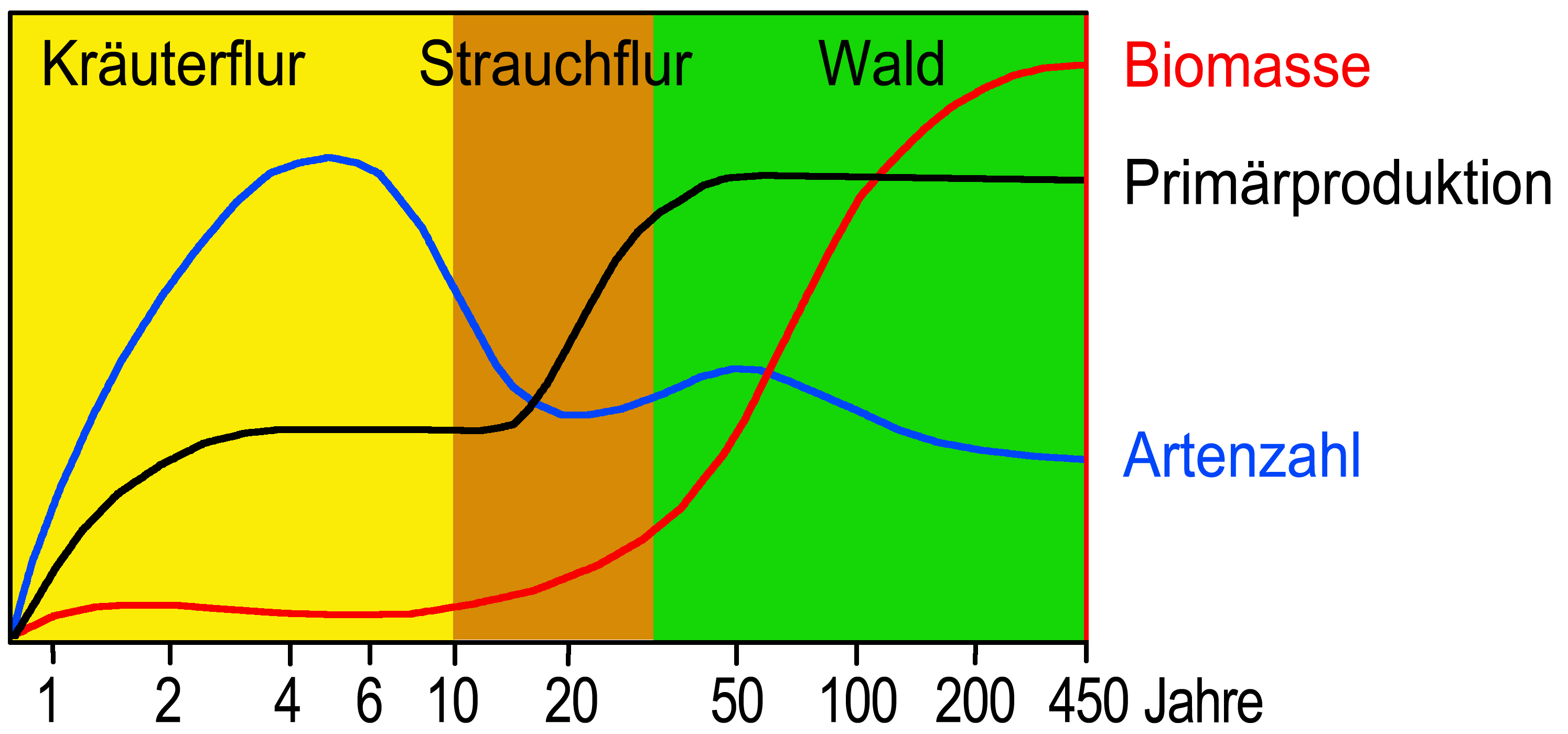
Sukzessionsabfolge nach Biomasse, Primärproduktion und Artenvielfalt im Küsten-Mischwald von New-York: 450 Jahre bis zum Klimax

Einige Beispiele für die Dauer der Sukzession: Für Mitteleuropa kann eine Sukzessionsdauer von 300 bis 600 Jahren von unbelebten Flächen bis hin zum natürlichen Wald angenommen werden. Der Piedmont-Laubwald des östlichen Appalachen-Plateaus benötigt mindestens 40 Jahre, um etwa nach Waldbränden oder Hurricans wieder seine ursprüngliche Artenzusammensetzung zu erreichen. Die strauchartige Vegetation aus Feld-Beifuß der Binnendünen in der Oberrheinebene (zum Beispiel die Oftersheimer Dünen) kehrt bereits nach etwa 10 bis 20 Jahren wieder zu ihrem ursprünglichen Zustand zurück (sofern der Boden nicht verändert wurde). In Süddeutschland benötigt ein Baggersee rund 30 Jahre bis zur Ausbildung eines typischen Seenbiotopes.
Die Dauer der (primären) Sukzession ist von verschiedenen Faktoren abhängig: Insbesondere das Großklima, die Bodenart und die Entfernung zu den Quellen für die Wiederbesiedlung (Samen und/oder Wurzeln noch im Boden oder von entfernten Standorten) sind entscheidend. So ist es naheliegend, dass ein trockenes Kontinentalklima, in dem die Klimaxvegetation eine baumlose, relativ artenarme Grassteppe ist, nach einem Brand bereits nach wenigen Jahren wieder im ursprünglichen Zustand ist, während es auf Lava-Bims im borealen Gebirgsklima über 1500 bis 2000 Jahre dauern kann (siehe Grafik), bevor sich wieder die heute zu erwartende subalpine Waldrandvegetation einstellt – um zwei Extrembeispiele zu nennen. Im feucht-subtropischen Klima Südjapans dauert die Sukzession eines ähnlichen Waldrandstandortes an Vulkanhängen nur 700 Jahre. Bei der tropischen Vulkaninsel Krakatau, die 1883 nahezu vollkommen zerstört wurde, dauerte es gerade einmal 50 Jahre, bis dort wieder ein Sekundärwald stand. Die zyklisch wiederkehrende Regeneration eines tropischen Regenwaldes bis zu einem vollständigen Primärwald dauert wiederum Jahrhunderte.
Je länger eine Sukzessionsabfolge dauert, desto unsicherer ist ihre Rekonstruktion, da innerhalb solch langer Zeiträume der normale Klimawandel zu veränderten Bedingungen und damit anderen Klimaxzuständen führt als zu Beginn der Sukzession. So wird etwa diskutiert, ob die heutigen Lorbeerwälder der zentralen Anden eher ein Sukzessionsstadium zu einem reinen Araukarienwald sind als eine Schlusswaldgesellschaft aus Araukarien und sommergrünen Scheinbuchen.

### Typen und Stadien
In der Botanik werden unterschieden:
- „primäre“ Sukzession: Diese setzt auf bisher unbesiedelten Standorten ein.
- „sekundäre“ Sukzession: Ausgangspunkt sind hier bereits besiedelte und von den vorkommenden Arten veränderte Standorte. Das können vorhandene Vegetationsbestände sein, z. B. Sukzession von Wiese zu Wald bei Nutzungsaufgabe. Aber auch bei vegetationslosen Standorten sind hier bereits Bodenentwicklungen abgelaufen (z. B. Humusgehalt, Nährstoffanreicherung) und im Boden ist meist eine Samenbank (Diasporenbank) vorhanden. Sekundärsukzession tritt ebenfalls bei Störung einer Gemeinschaft auf, die den Boden intakt ließ. Häufig entwickelt sich dann das gestörte Gebiet wieder in seinen ursprünglichen Zustand zurück.

Im Falle einer Sukzession auf unbewachsenem Boden ist folgende Abfolge typisch:

#### Initialstadium, Folgestadien, Klimaxstadium

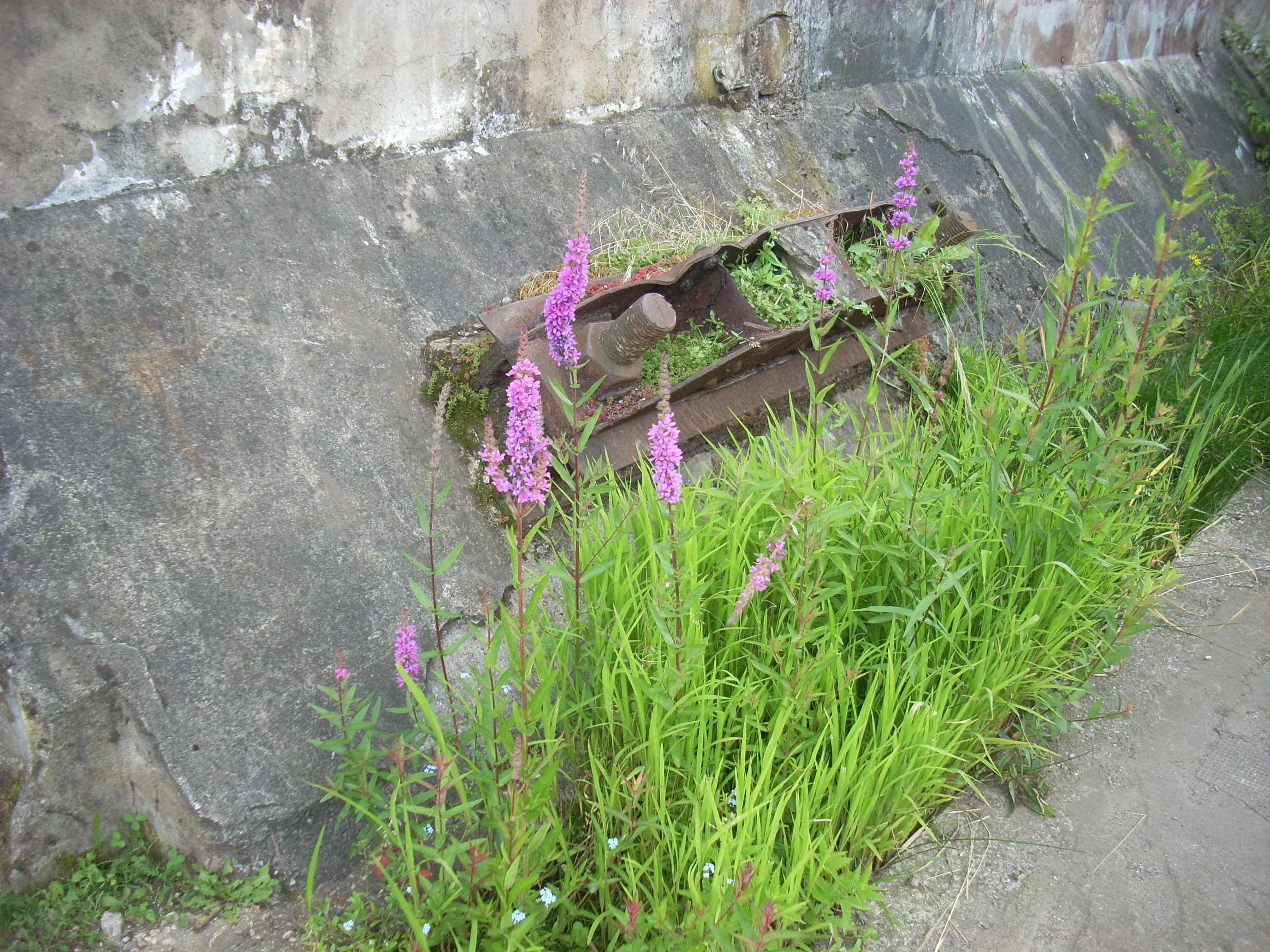
Pionierpflanzen zwischen Bolzen und in den Wandrissen

Im Initialstadium erschließen Pionierarten das unbesiedelte Gebiet. Ist es aufgrund einer Störung durch Menschen oder aufgrund menschlicher Nutzung entstanden, spricht man auch von Ersatzgesellschaften. Arten solcher Pioniergesellschaften müssen über effektive Mechanismen zur Fernverbreitung verfügen (z. B. windverbreitete Samen). Oft besitzen sie im Gegensatz zu Arten der Klimaxgesellschaften eine größere Toleranz gegenüber extremen Standortfaktoren. Im Initialstadium und in frühen Stadien der Sukzession herrschen Arten mit hohem Fortpflanzungspotenzial, die r-Strategen, vor (benannt nach dem Reproduktionsfaktor r in der logistischen Gleichung). r-Strategen reproduzieren sich rasch und in großer Zahl. Im Lauf der Zeit wandern weitere Arten ein, die sich langsamer ausbreiten und die meist konkurrenzschwachen Pionierarten verdrängen. Die Pionierarten verändern außerdem die Standortfaktoren, z. B. durch Akkumulation (Ansammlung) von Stickstoff, anderen Nährstoffen und Humus, verändern Wasserhaushalt und Klima, wirken auf den Boden (siehe Pedogenese) und auf die Fauna (Gesamtheit der Tierarten) ein.

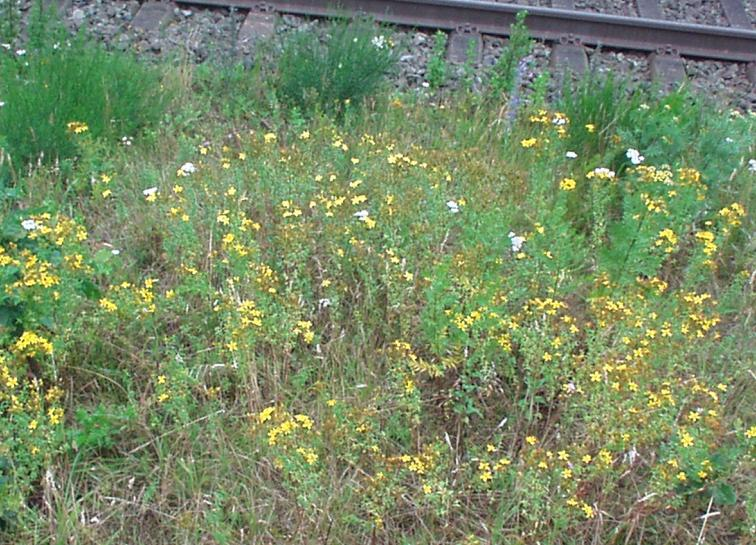
Pionierpflanzen auf Bahnschotter

Auf Grund der veränderten Standortfaktoren sind nun wiederum andere Arten in der Lage, das veränderte Biotop zu besiedeln. Diese Arten sind anspruchsvoller (Klima, Wasser, Nährstoffe etc.) und besitzen eine höhere Produktivität. In Folgestadien setzen sich deshalb mehr und mehr die K-Strategen durch (benannt nach der Lebensraumkapazität K in der logistischen Gleichung). K-Strategen vermehren sich weniger stark, haben also weniger Nachkommen. Diese besitzen aber ein höheres Durchsetzungsvermögen im Überlebenskampf und verdrängen die Pionierarten. Auch die neuen Arten verändern ihrerseits die Standortfaktoren, und der Prozess geht weiter, eine nächste, anspruchsvollere und produktivere Gesellschaft übernimmt das Regiment. Die Artenvielfalt nimmt dabei im Anfangsstadium zu, bevor sie wieder deutlich zurückgeht, um sich am Ende auf einem mittleren Level einzupendeln.
Das Klimaxstadium ist erreicht, wenn sich die Artzusammensetzung nicht mehr oder nur noch sehr geringfügig verändert. Klassisch wird davon ausgegangen, dass das Klimaxstadium auch die höchste Primärproduktion an Biomasse besitzt, die auf einem Standort möglich ist. Das Klimaxstadium verwertet seine Ressourcen am effektivsten (wären noch nutzbare Ressourcen frei, könnten sie ja von hinzukommenden Arten verwertet werden. Damit ginge die Sukzession weiter, der Endpunkt wäre noch nicht erreicht).

#### Klimaxgesellschaften/ Klimaxstadien
Der Klimax-Begriff in der Botanik geht auf Frederic Edward Clements zurück. In seiner ursprünglichen Fassung ging er von einer für jede Klimazone einheitlichen Pflanzengemeinschaft aus, die sich bei genügend langer Entwicklungszeit schließlich überall und auf allen Standorten durchsetzen würde (Monoklimax). In der modernen ökologischen Fachdiskussion wird der Begriff meist relativiert und mit abgewandelter Bedeutung verwendet. In der Regel geht man davon aus, dass sich stark unterschiedliche Standorte nicht völlig nivellieren würden (Polyklimax). Außerdem werden (z. B. zyklische) Veränderungen auch im Klimaxstadium als Möglichkeit angenommen.
Die Klimaxvegetation entspricht (weitgehend) dem durch den Vegetationskundler Reinhold Tüxen eingeführten Begriff der „potenziellen natürlichen Vegetation“ (Unterschied: Dauerhafte Standortveränderungen im Zuge der Sukzession werden nicht berücksichtigt).
Nach vorherrschender Auffassung ist die Klimaxvegetation in Mitteleuropa außer auf Extrem- und Ausnahmestandorten ein weitestgehend geschlossener Wald. Auf den meisten Standorten handelt es sich um einen pflanzenartenarmen (Buchen)-Wald. Nur auf Sonderstandorten finden sich andere Klimaxgesellschaften. Moore bilden meistens Hochmoore als Klimaxstadium; Hochgebirgslagen, Watten bilden wiederum andere Klimaxstadien. Weitere Ausnahmen bilden u. a. azonale Waldgesellschaften, wie z. B. Auwälder, Bruchwälder.
Zu beachten ist dabei allerdings, dass manche Gesellschaften einer natürlichen Dynamik unterliegen (z. B. Flussauen mit regelmäßigen Hochwassern). Hier wird aufgrund dieser (natürlichen) Störungen die Klimaxvegetation unter Umständen nie erreicht. Diskutiert werden auch fortdauernde Lichtungen im Klimaxwald aufgrund (natürlicher) Störungen durch große Pflanzenfresser (vgl. Megaherbivorenhypothese).

## Sukzession in marinen Lebensräumen

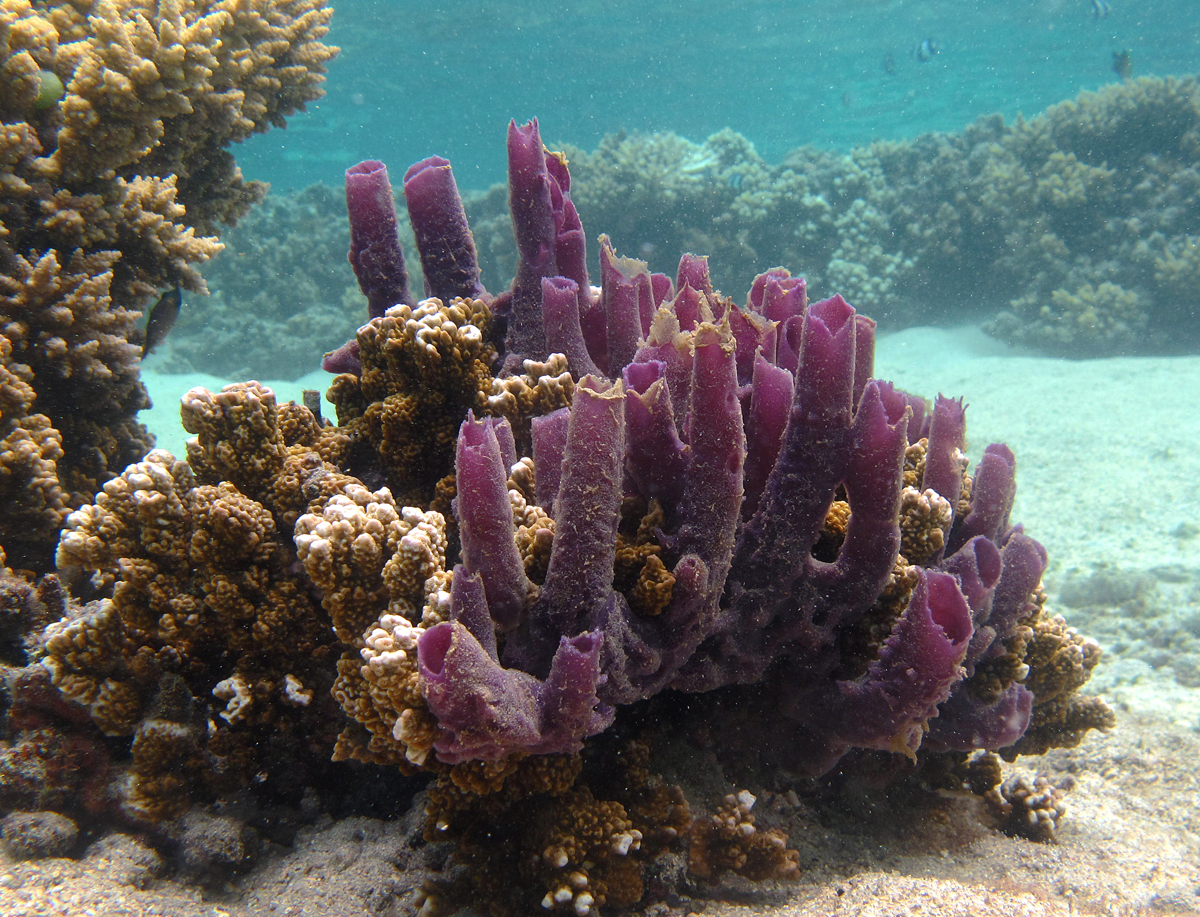
Schnell wachsende, kurzlebige Schwämme der Gattung Haplosclerida stehen am Anfang einer Abfolge von Lebensgemeinschaften, die mit der Sukzession an Land vergleichbar ist.

Auch unter Wasser werden Lebensräume zerstört, die anschließend neu besiedelt werden. Dies geschieht sowohl durch natürliche Ursachen, wie Stürme und Ausbrüche submariner Vulkane, als auch durch menschliche Aktivitäten, einschließlich den Folgen der globalen Erwärmung sowie ungezügelter oder illegaler Fischerei.
Zu den Pionierarten, die bei der Besiedelung dieser Lebensräume helfen, zählen insbesondere kurzlebige, schnell wachsende Schwämme (Porifera). Forscher konnten an frei gewordenen Standorten insbesondere Hornkieselschwämme (Gattung Haplosclerida) sowie Kalkschwämme nachweisen. Auf zerstörten Korallenriffen verbreiteten sich diese Schwammarten insbesondere in der wärmeren Jahreszeit stark, und nach ihrem Absterben waren mehr Schwammarten nachweisbar, die langlebiger sind und langsamer wachsen.
Wie auch an Land sorgt die aquatische Sukzession für steigende Artenvielfalt, wachsende Komplexität, größere Biomasse und ein stablieres Ökosystem.

## Retrogressive Sukzession
Die retrogressive bzw. regressive Sukzession beschreibt anders als die progressive Sukzession die Rückentwicklung eines Gebietes zu früheren Stadien mit weniger Artenvielfalt, geringerer Produktivität und weniger Biomasse, wobei der Begriff bei verschiedenen Autoren unterschiedliche Verwendung findet.
Retrogressive Sukzession kann beispielsweise nach einer Waldzerstörung (z. B. nach Waldbrand) auftreten, die nicht nur einmalig, sondern mehrere Male in einem bestimmten Zeitraum erfolgte. Auf einem 2016 abgebrannten Gebiet in der Nähe des Yellowstone-Nationalparks wurde zwei Jahre später die Anzahl von Jungbäumchen nach einem Waldbrand erfasst. Auf Flächen, die nur einmal abgebrannt waren, fanden sich über 2000 junge Nadelbäume (wie Küsten-Kiefern), während auf einer nahe gelegenen Vergleichsfläche weniger als ein Fünfzigstel an Bäumen zu finden war, da diese Fläche bereits im Jahr 2000 gebrannt hatte. Die Fähigkeit zur Sukzession war hier im Vorfeld gestört worden, so dass nur Anzahlen von 9 bis 15 Jungbäumchen erreicht wurden, wo mehrere tausend hätten wachsen sollen. Statt junger Nadelbäume besiedelten hier invasive Gräser sowie Kleiner Sauerampfer die Fläche.

## Mosaik-Zyklus-Konzept
Das Mosaik-Zyklus-Konzept (auch Mosaik-Zyklus-Theorie) geht auf Kurt Michael Zukrigl zurück und wurde in den letzten Jahrzehnten vor allem durch Hermann Remmert propagiert. Es geht anstelle eines einheitlichen Klimaxstadiums von einer mosaikartigen Struktur aus, in der unterschiedlichste Sukzessionsstadien nebeneinander existieren.